# Joaquín Galant
Joaquín Galant Ruiz (Almoradí, Alicante, 28 de abril de 1935) es un abogado y político español.

## Biografía
Nacido en el municipio alicantino de Almoradí en 1935, se licenció en Derecho por la Universidad de Barcelona y ejerció de abogado. Perteneció a los colegios de abogados de varias ciudades, como Madrid, Barcelona, Valencia, Alicante, Elche u Orihuela; y fue presidente de la Agrupación Provincial de Abogados Jóvenes de Alicante. Además fue presidente de la empresa promotora Urbacons. En las elecciones generales de 1977 fue en las listas de la Unión de Centro Democrático por la circunscripción electoral de Alicante y resultó elegido diputado, cargo que repitió tras las generales de 1979 por la misma coalición. Como diputado fue presidente de la comisión de Incompatibilidades, así como vicepresidente de la Comisión Mixta de Agricultura y Justicia en el Congreso de los Diputados. En las elecciones autonómicas valencianas de 1983 fue elegido diputado de las Cortes Valencianas por el Partido Demócrata Popular y permaneció en el cargo hasta 1987. Posteriormente dejó la política activa y se dedicó exclusivamente a la abogacía.
Actualmente una calle de Alicante se llama calle del Diputado Joaquín Galant en su honor.